# Daniel Dennett
Daniel Clement Dennett (n. 28 martie 1942, Boston, SUA – d. 19 aprilie 2024, Portland, Maine, SUA) a fost un filozof american, profesor universitar și un ateu recunoscut. A studiat la Harvard și Oxford și a fost profesor de filosofie și rector al Centrului pentru Studii Cognitive de la Universitatea Tufts. A fostunul din cei mai importanți filozofi contemporani în filozofia minții și în filozofia științei, și în tot ceea ce ține de teoria evoluționistă și științele cognitive. În anul 2011, Universitatea din București i-a acordat titlul academic de Doctor Honoris Causa.

## Premii
- 2001 Prix Jean Nicod
- 2004 Humanist of the Year Award
- 2007 Richard-Dawkins-Award
- 2012 Praemium Erasmianum

## Lucrări publicate
- Content and Consciousness 1969
- Brainstorms: Philosophical Essays on Mind and Psychology, 1978
- The Mind's I împreună cu Douglas Hofstadter, 1981
- Elbow Room: The Varieties of Free Will Worth Wanting, 1984
- The Intentional Stance, 1987
- Consciousness Explained, 1991
- Darwin's Dangerous Idea : Evolution and the Meanings of Life, 1995
- Kinds of Minds: Towards an Understanding of Consciousness 1996, (rom. Tipuri mentale,  traducere de Hortensia Parlog, ed. Humanitas, 1998)
- Brainchildren: Essays on Designing Minds, 1998
- Freedom Evolves (Viking Press 2003)
- Sweet Dreams: Philosophical Obstacles to a Science of Consciousness (Jean Nicod Lectures), 2005
- Breaking the Spell: Religion as a Natural Phenomenon, Viking Press
- Dove nascono le idee, traducere în italiană de Francesca Garofoli, 2006
- Neuroscience and Philosophy: Brain, Mind, and Language în colaborare cu Maxwell Bennett, Peter Hacker și John Searle, 2007
- Science and Religion: Are They Compatible? în colaborare cu Alvin Plantinga, 2011 (rom. Știință și religie. Sînt ele compatibile?, traducere de Florin George Călian și Antoaneta Sabău, postfață de Mircea Flonta, ed. Ratio et Revelatio, 2014)